# Esquirol llistat cua-roig
L'esquirol llistat cua-roig (Neotamias ruficaudus) és una espècie de rosegador de la família dels esciúrids. Es troba a Alberta i la Colúmbia Britànica al Canadà, i als estats de Montana i Washington als Estats Units.

## Descripció
L'esquirol squirol llistat cua-roig és una espècie gran amb una longitud total d'aproximadament 23 0mm incloent una cua espessa de 105 mm. La massa varia d'aproximadament d'uns 54 g a la primavera i 60 g a la tardor. Les femelles són lleugerament més grosses que els mascles. El cap és clapejat gris-marró amb ratlles fosques a dalt, a través i sota l'ull. El cos és bàsicament taronja-marró amb cinc ratlles negroses separades per les quatre gris pàl·lid, vermellós o els de color crema. A les espatlles, costats, grupa i els flancs són clars o beix. Les parts inferiors són de color blanc crema impregnada de color rosat. La part superior de la cua és de color negre impregnada de color rosat i la part inferior és de punta vermellós amb color rosat. A l'hivern el color de l'animal és més gris i menys comú.